# Андреа Орландо
Андреа Орландо (італ. Andrea Orlando; нар. 8 лютого 1969, Ла-Спеція, Лігурія) — італійський політик. З 2013 по 2014 — міністр охорони навколишнього середовища в уряді Енріко Летти, з 2014 року — міністр юстиції в уряді Маттео Ренці.
Він здобув середню освіту. Орландо був партійним діячем, з 1989 року очолював провінційну структуру молодіжної організації Італійської комуністичної партії. З 1990 року він був членом комунальної ради Ла-Спеції. У 1991 році він приєднався до нової партії на основі Компартії Італії — Демократичної партії лівих. З 1997 по 2002 він працював у міській управі. Орландо пізніше приєднався до Лівих демократів, поступово рухаючись вгору у партійній ієрархії.
У 2006 році він був вперше обраний до Палати депутатів. У 2007 році він став членом створеної Демократичної партії. У 2008 році він став прес-секретарем партії.